# Sammentrækning
|  | Sammenskrivningsforslag Artiklen Portmanteau er foreslået føjet ind i Sammentrækning. (Siden december 2020) Diskutér forslaget |

En sammentrækning er en sprogvidenskabelig betegnelse for nye ord der er opstået ved en kombination af to eller flere andre ord.

## Eksempler
- Brunch af breakfast og lunch
- Edutainment af education og entertainment
- Fortran af formula og translation
- Glokal af global og lokal
- Wikipedia af wiki og encyclopedia
- Movember af "Mo" som er forkortelsen af "Moustache" og november
- Mockumentary af mock 'gøre nar ad' og documentary 'dokumentar'